# Álafoss
Álafoss (pronunție islandeză: [ˈaːulaˌfɔsː]; cascada țiparilor) este o cascadă pe râul Varmá în Mosfellsbær, Islanda. O fabrică de lână a funcționat lângă această cascadă din anul 1896, când un fermier local a construit mșinării pentru procesarea lânii, folosind energie de la cascadă. În timpul celui de-Al Doilea Război Mondial, au fost construite aici bărăci pentru soldații englezi. Cascada Álafoss a jucat un rol major în fondarea și dezvoltarea orașului Mosfellsbær. 

## Legături externe
- Álafoss Official website of the factory outlet and art gallery.
- februarie 2013/http://www.alafoss.is/veftre/about%5Falafoss/history%5Fof%5Falafoss/ The History of Álafoss la Wayback Machine.